# David Campbell (Offizier)

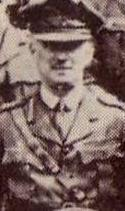
Sir David Campbell

Sir David Graham Muschet „Soarer“ Campbell GCB (* 28. Januar 1869; † 12. März 1936 in London) war ein britischer Offizier und Amateursportler. Campbell nahm am Burenkrieg und am Ersten Weltkrieg teil. Als General setzte er sich für eine Reorganisation und die verstärkte Mechanisierung der britischen Streitkräfte ein. Er übernahm den Posten des Gouverneurs von Malta in einer Zeit politischer Unruhen auf der Insel. Einer breiten Öffentlichkeit wurde er als erfolgreicher Hindernisreiter bekannt, so gewann er 1896 das Grand National.

## Beginn der militärischen Laufbahn und sportliche Erfolge
Graham Muschet Campbell wurde am 28. Januar 1869 als Sohn von Major H. Wooton Campbell, Cameron Highlanders, geboren. Seine schulische Ausbildung erhielt er am Clifton College in Clifton bei Bristol. Bereits während seiner Schulzeit fiel er als guter Sportler auf. Speziell widmete er sich damals dem Cricket. Auch während seiner weiteren Ausbildung an der Royal Military Academy Sandhurst trat er als Sportler hervor. Am 15. März 1889 trat er als Second Lieutenant bei den 9th Queen’s Royal Lancers, einem Kavallerieregiment der British Army, ein. Der Dienst als Offizier in der Kavallerie blieb zur damaligen Zeit vermögenden Männern vorbehalten. Das Jahreseinkommens eines jüngeren Offiziers lag bei ungefähr 95 £, während sich die Ausgaben für den standesgemäßen und erwarteten Lebenswandel auf ungefähr 500 £ jährlich beliefen. Dazu kam noch ein Betrag in gleicher Größenordnung für Beschaffung und Unterhalt der Pferde, der Uniform und der persönlichen Ausrüstung. Im Jahr 1890 wurde die britische Kavallerie reorganisiert. Die Regimenter wurden vergrößert und neue Ausrüstung eingeführt. Campbell verlegte mit seinem Regiment 1890 nach Irland. Am 9. Dezember 1890 wurde Campbell zum Lieutenant ernannt. Im August 1894 verlegte das Regiment zurück nach Aldershot. Die folgenden Jahre war das Regiment nicht an militärischen Auseinandersetzungen beteiligt, so dass Campbell sich seinen sportlichen Aktivitäten widmen konnte. Er begann eine Karriere als Amateurjockey. Am 9. März 1894 gewann er das Grand Military Meeting in Sandown Park, sein Pferd The Soarer hatte er bei einem Münzwurf gewonnen. Im gleichen Jahr gewann Campbell noch das Middlesex Steeplechase, das Uxbridge Handicap Steeplechase Plate und „das Hampton Steeplechase Handicap“, bei weiteren Rennen konnte er vordere Plätze belegen.
Das nachfolgende Jahr begann für ihn zunächst wenig erfolgreich, nachdem er beim Grand Military Gold Cup nur einen vierten Platz belegte, konnte er sich nicht für das Grand Military Handicap Steeplechase qualifizieren. Am 30. März konnte er jedoch das Champion Steeplechase beim Liverpool Spring Meeting in Aintree gewinnen. Gleichfalls 1895 gewann er an einem Tag sowohl den Irish National Hunt Cup als auch das Irish Grand Military.
Im Jahr 1896 wurden die 9th Queen’s Royal Lancers nach Südafrika verlegt, zwei Jahre später, 1898, nach Indien. Campbell wurde für längere Zeiträume vom Dienst freigestellt, um sich seinen sportlichen Aktivitäten widmen zu können. Neben dem Reitsport spielte er nach wie vor Cricket und auch Polo. 1896 wurde zum erfolgreichsten Jahr in der sportlichen Karriere Campbells, neben einigen kleineren Rennen, an denen er zu Beginn des Jahres teilnahm, konnte er am 27. März 1896 das Grand National gewinnen. Dieses Rennen ist das bedeutendste Pferdehindernisrennen im Vereinigten Königreich. Campbell gewann das Grand National auf The Soarer, obwohl er das Pferd einige Wochen zuvor an William Walker, einen britischen Geschäftsmann und Pferdezüchter, verkauft hatte. Da er einen Großteil seiner Erfolge auf The Soarer errungen hatte, wurde der Name des Pferdes in dieser Zeit zu seinem persönlichen Spitznamen. Im gleichen Jahr konnte er seinen Erfolg beim Irish National Hunt wiederholen. Im Polo gewann seine Mannschaft sowohl die Subalterns und die Inter-Regimental tournaments, ein Erfolg, der bis zu seinem Tode von keinem anderen Sportler wiederholt werden konnte. Campbell verlegte mit seinem Regiment im August 1896 über Durban nach Pietermaritzburg und Ladysmith. Campbell wurde beurlaubt.
1897 versuchte er seinen Erfolg beim Grand National zu wiederholen, stürzte jedoch in der zweiten Runde bei Becher’s Brook, wobei sich sein Pferd das Schlüsselbein brach. Nicht zuletzt wegen der zahlreichen Stürze und der daraus resultierenden schweren Verletzungen der Pferde stand und steht das Grand National in der massiven Kritik von Tierschützern. Im gleichen Jahr konnte er noch das Grand Military gewinnen. Obwohl Campbell bis zu seinem Lebensende sportlich aktiv blieb und den Reitsport betrieb, konnte er später seine großen Erfolge nicht wiederholen.

## Zweiter Burenkrieg
Am 3. Mai 1899 wurde er zum Captain befördert. Im Juni dieses Jahres heiratete er in Kensington Janet Mary Aikman. Aus der Ehe ging der Sohn Victor David Graham Campbell hervor, der ebenfalls eine militärische Laufbahn einschlug und seine Dienstzeit als Major-General beendete. Im Jahr 1899 wurden die 9th Queen’s Royal Lancers aufgrund des Ausbruchs des Zweiten Burenkrieges wieder zurück nach Südafrika verlegt. Campbell, der noch beurlaubt war, wurde zu seinem Regiment zurückgerufen.
Während des Krieges tat Campbell sich nicht durch außergewöhnliche Aktionen hervor, wurde aber nach Kriegsende am 6. September 1902 Regimentsadjutant unter Beförderung zum Brevet-Major. Ein Brevet-Dienstgrad wurde nur zeitweilig geführt, auch erhielt der Inhaber im Regelfall nicht die vollen Dienstbezüge. Am 16. März 1904 wurde Campbell schließlich zum regulären Major befördert. Am 15. März 1912 folgte die Beförderung zum Lieutenant Colonel. Mit der Beförderung übernahm er das Kommando über das Regiment. Seine militärische Karriere verlief bis dahin eher durchschnittlich, bei der Beförderung zum Lieutenant Colonel hatte er bereits das dreiundvierzigste Lebensjahr erreicht.

## Erster Weltkrieg
Zu Beginn des Ersten Weltkrieges führte Campbell die 9th Queen’s Royal Lancers. Unter seiner Führung war das Regiment, verstärkt durch zwei Schwadronen der 4th Royal Irish Dragoon Guards, an der Schlacht bei Mons am 24. August 1914. Ebenfalls unter seiner Führung war das Regiment, verstärkt durch Teile der 1st Guard Dragoons, am 6. September 1914 bei Moncel beim letzten größeren Gefecht beteiligt, in dem Kavallerieeinheiten aufeinander trafen. Campbell wurde bei diesem Gefecht mehrfach verwundet, unter anderem durch eine Lanze an der Schulter. Er war damit einer der letzten britischen Soldaten, der eine Verwundung durch diese altertümliche Waffe davontrug. Nach seiner Genesung erhielt Campbell im November 1914 das Kommando über die 6th Cavalry Brigade. Im Mai 1916 wurde ihm das Kommando über die 21st Division übertragen, nachdem er im März des Jahres zum Colonel befördert worden war. Diese Division führte er bis zum Ende des Krieges. Er gehörte damit zu den wenigen Offizieren der britischen Armee, die ein derartiges Kommando über einen derart langen Zeitraum ausübten. Campbells Führungsstil, insbesondere seine Personalentscheidungen, waren nicht unumstritten, so löste er kurz nach Übernahme seines Kommandos zwei seiner Brigadekommandeure ab. Diese Entscheidung wurde als unsensibel kritisiert, gleichzeitig förderte Campbell jedoch jüngere, talentierte Offiziere. Campbell wurde nun zügig befördert und erreichte bis Kriegsende den Dienstgrad eines Major-Generals. Nach Ende des Krieges übernahm er die 33rd Division und demobilisierte diese.

## Nachkriegszeit
Im Jahr 1920 wurde Campbell zum Oberkommandierenden (General Officer Commanding) für den Baluchistan District in Indien ernannt, nachdem er bereits im Vorjahr, 1919, zum Ritter des Order of the Bath geschlagen wurde. Im Jahr 1924 wurde er zum Lieutenant-General befördert, zwei Jahre später, 1926 wurde er Military Secretary. Dem Military Secretary obliegt die politische Verantwortung für die Personalführung der British Army. In dieser Position versuchte Campbell Änderungen im Beförderungssystem durchzusetzen. Leistung und Befähigung sollten stärker ins Gewicht fallen als das Dienstalter. Diese Bemühungen stießen jedoch auf starke Widerstände innerhalb der Armee, so dass Campbell bereits ein Jahr später von diesem Dienstposten wieder abberufen wurde. 1927 folgte seine Ernennung zum General Officer Commanding-in-Chief für das Aldershot Command. Diese Heimatkommandos bildeten die Grundlage für die Aufstellung der British Expeditionary Force. Während dieses Kommandos setzte Campbell sich engagiert für eine verstärkte Mechanisierung der British Army ein. Seine Bemühungen wurden jedoch durch finanzielle Restriktionen und Widerstände konservativer Kreise innerhalb der British Army behindert. 1930 erfolgte die Beförderung zum General. Im gleichen Jahr wurde er auch Aide-de-Camp General des britischen Königs. Dieser 1910 eingeführte Aide-de-camp war ein militärischer Ehrentitel für dienstältere britische Generale. Seine Aufgaben waren zeremonieller Natur, eine militärische oder beratende Funktion war mit diesem Amt nicht verbunden.
1931 übernahm Campbell den Dienstposten des Gouverneurs und Oberkommandierenden (Governor and Commander-in-Chief) von Malta. Während seiner Dienstzeit kam es zu Auseinandersetzungen zwischen pro-italienischen und pro-britischen Gruppen der maltesischen Bevölkerung. Aufgrund der politischen Unruhen sah sich Campbell gezwungen, das Parlament und den Senat aufzulösen und die Insel unter seine direkte Führung zu stellen. Trotzdem galt er als populärer Gouverneur, der bei der einheimischen Bevölkerung beliebt war. 1935 wurde er Knight Grand Cross des Bathorden. Gesundheitlich stark angegriffen, musste er sich im selben Jahr einer dringenden Operation in England unterziehen. Er kehrte wieder nach Malta zurück, verließ den Dienstposten aber erneut 1936 aus gesundheitlichen Gründen und starb kurz nach seiner Rückkehr im Queen Alexandria Military Hospital in Millbank.